# Mykolaïvka (Oblast de Kirovohrad)
Mykolaïvka (ukrainien : Миколаївка) est un village du Raïon de Kropyvnytskyï de l'oblast de Kirovohrad, en Ukraine. Il compte 464 habitants.
L'organe de l'autonomie locale de Mykolaïv est le conseil du village. 
Le 5 février 1965, par décret du Présidium de la Verkhovna Rada de la RSS d'Ukraine, le conseil du village de Mykolaïvka a été transféré du raïon de Mala Vyska au district de Kropyvnytskyi.

## Monuments culturels
Le Musée-réserve d'État de I. Karpenko-Kary (Tobilevitch) connu sous le nom de «Khoutir Nadia» fait partie du village de Mykolaïvka.

## Démographie
Selon le recensement de 1989 de la RSS d'Ukraine, la population du village était de 488 personnes, dont 223 hommes et 265 femmes.
Selon le recensement ukrainien de 2001, 463 personnes vivaient dans le village.

## Langue
Répartition de la population par langue maternelle selon le recensement de 2001 :
- Ukrainien 96,12%
- Russe 3,66%
- Biélorusse 0,22%

## Personnalités
- Maisteryuk Roman Andriyovych (uk) (1971-2014) - lieutenant-colonel (à titre posthume) des Forces armées ukrainiennes, commandant de compagnie du 34e bataillon de défense territoriale "Kirovograd-2", chevalier de l'Ordre de Bohdan Khmelnytskyi.
- Oleksandr Karlovych Tarkovsky (uk) est poète, écrivain, journaliste, personnage public.
- Nadia Karlivna Tobilevich-Tarkovska (uk) est une actrice et l'épouse d'Ivan Karpenko-Kary (Tobilevich).